# Onze-Lieve-Vrouw Koningin van de Vredekerk (Gent)

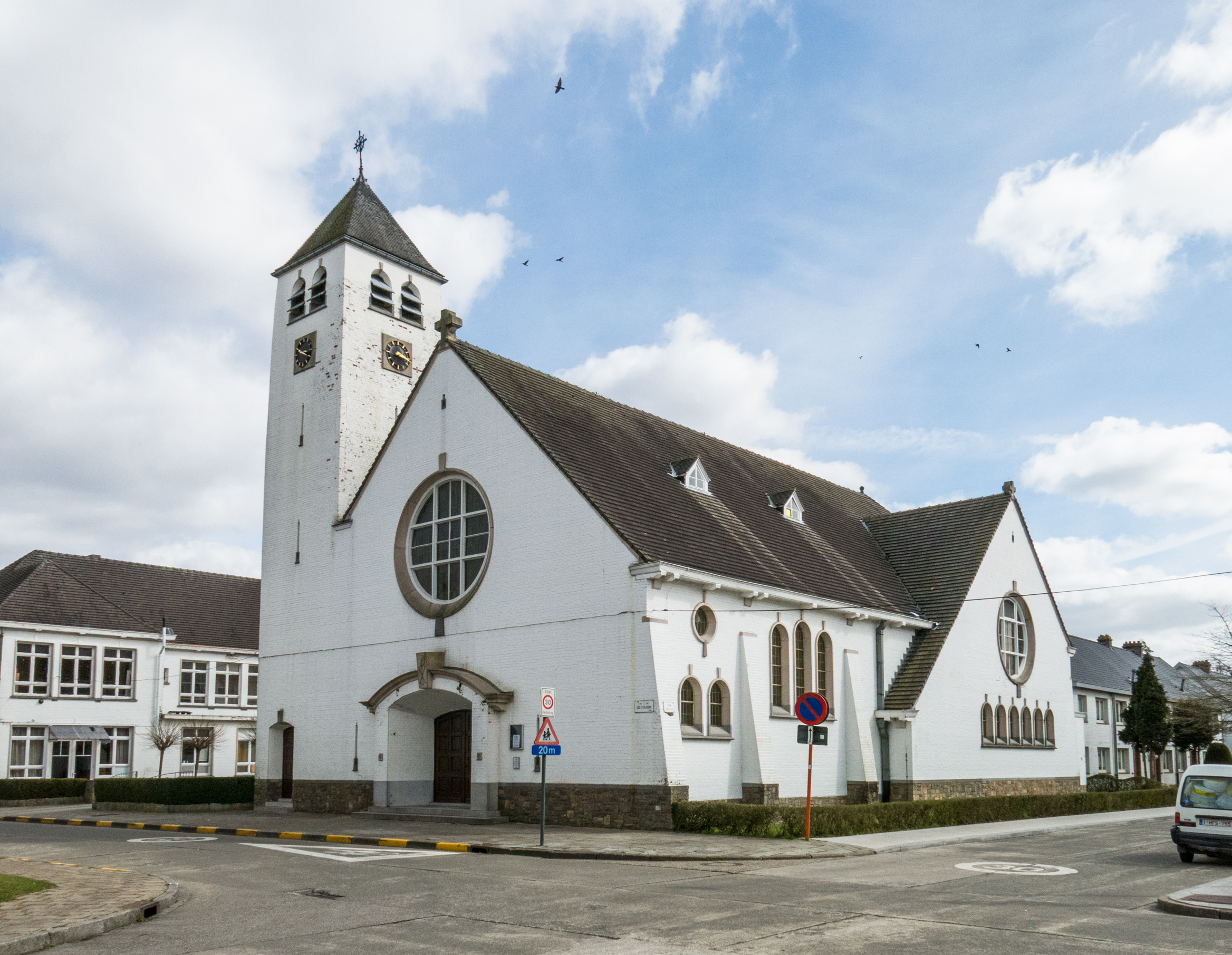
De Onze-Lieve-Vrouw Koningin van de Vrede

De Onze-Lieve-Vrouw Koningin van de Vrede is een kerkgebouw in de wijk Malem van de Belgische stad Gent. De kerk is toegewijd aan Onze-Lieve-Vrouw.
In 1956 werd een bouwaanvraag ingediend met een ontwerp van architect Gerardus-Joseph Van Offeren. De kerk is gebouwd in een regionalistische stijl met invloeden van de romaanse architectuur.
Door de bouw van een aantal sociale woningen vanaf 1952 werd de nabijgelegen Sint-Jan Baptistkerk (Gent) te klein en besloot men tot bouw van deze kerk. In 1956 legde men de eerste steen en de inwijding volgde op 31 mei 1957. Oorspronkelijk maakte de kerk deel uit van de Sint-Jan-Baptistparochie, maar werd vanaf 1976 een aparte parochie.

## Architectuur
Deze kruiskerk heeft een weinig uitspringend transept, een schip van vijf traveeën en twee smalle beuken. Het is een bakstenen gebouw waarvan de constructie steunt op betonelementen. De bakstenen, lichtconische toren is doorbroken met rondbogige galmgaten.
Het interieur is sober en wit bepleisterd. Het schip en de rondbogen zijn afgewerkt met een betonnen cassetteplafond. De indeling van het interieur suggereert een driebeukig schip, door de aanwezigheid van een wandelgang onder rondbogen aan beide zijden.

## Herbestemming
De kerk werd in 2015 gekocht door Circusplaneet vzw. Die verbouwde de binnenkant gedurende twee jaar tot circusschool. Sindsdien staat het gebouw bekend onder de naam Circuskerk.